# Euphorbia microsciadia
Euphorbia microsciadia — вид рослин із родини молочайних (Euphorbiaceae), зростає у зх. Азії й Пакистані.

## Опис
Це прямовисна або широко розлога гола сірувато-зелена багаторічна трава заввишки до 45 см, хоча частіше 5–30 см, з кількома стеблами, що ростуть із дерев'янистого кореневища. Стебла смугасті, коли висохнуть. Стеблові листки чергові, майже сидячі чи на коротких ніжках; пластина яйцювата, рідше зворотно-ланцетні або майже округлі, (0.5)1–1.7 × 0.2–1 см, тупі або закруглені на верхівці, конічні, клиноподібні або закруглено-клиноподібні біля основи, цілі або майже цілі. Псевдо-зонтики 3–5 променеві. Квітки жовті. Період цвітіння: літо. Плоди 3–3.5 × 3–3.5 мм, гладкі, блідо-зелені. Насіння яйцеподібно-еліпсоїдне, 2.25 × 1.5 × 1.25 мм, блідо-сіре або білувате, темно-сіре в западинах.

## Поширення
Зростає у зх. Азії (Афганістан, Іран, Палестина) й Пакистані. Населяє на скелях у напівпустелях, на піщаних, кам’янистих узбіччях доріг та на супіщаних глинистих суглинках біля водотоків.